# Anna-Katharina Muck

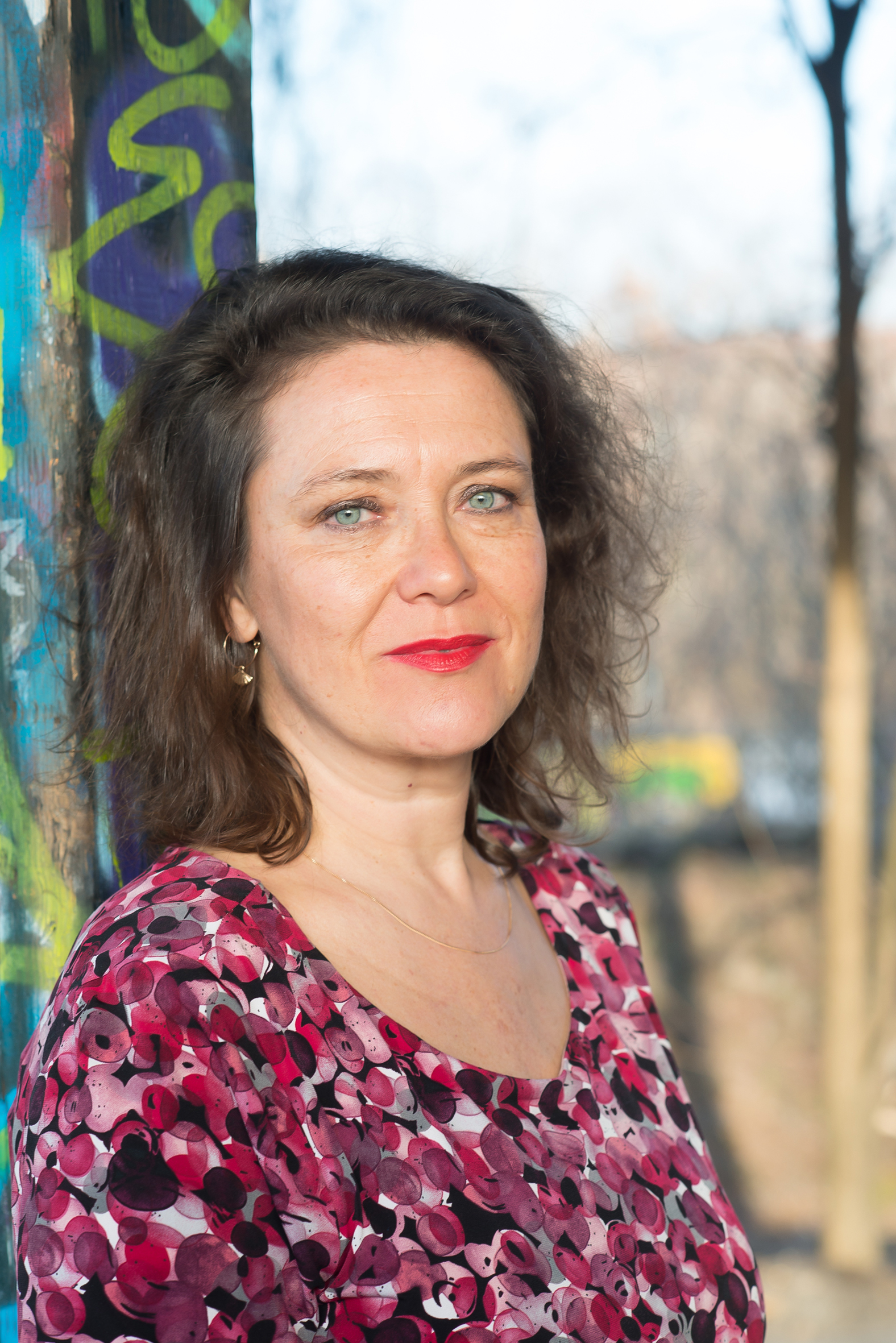
Anna-Katharina Muck 2021

Anna-Katharina Muck (* 1969 in Dresden) ist eine deutsche Schauspielerin.

## Leben
Anna-Katharina Muck machte eine Ausbildung zur Sekretärin und studierte von 1987 bis 1990 an der Hochschule für Schauspielkunst „Ernst Busch“, Außenstelle Rostock. Seit 1990 ist sie am Staatsschauspiel Dresden engagiert. Sie ist auch in Stücken auf dem Theaterkahn Dresden zu erleben.
Muck ist die jüngere Schwester des Violinisten Conrad Muck.
Sie lebt in Dresden.

## Theaterrollen
Muck war u. a. in folgenden Rollen zu sehen:
- Die Dreigroschenoper (Bertolt Brecht) als Polly
- Die heilige Johanna der Schlachthöfe (Bertolt Brecht) als Johanna
- Fräulein Julie (August Strindberg) als Julie
- Offene Zweierbeziehung (Dario Fo, Franca Rame) als Frau
- Der Besuch der alten Dame in der Titelrolle[2]

## Filmografie
- 1991: Polizeiruf 110: Das Treibhaus (TV-Reihe)
- 1997: Tatort: Bierkrieg (TV-Reihe)